# Xã Deerfield, Quận Warren, Ohio
Xã Deerfield (tiếng Anh: Deerfield Township) là một xã thuộc quận Warren, tiểu bang Ohio, Hoa Kỳ. Năm 2010, dân số của xã này là 36.059 người.